# Chorão (ilha)
Chorão, também conhecida como Choddnnem, Chodan e ilha dos Fidalgos, é uma ilha do rio Mandovi, perto das ilhas de Goa, Índia. É a maior entre das 18 ilhas de Goa. Está localizada a cinco quilômetros de Pangim, a capital do estado, e a dez quilômetros da cidade de Mapuçá. Ainda hoje, é possível visitar a área e ver as distintas igrejas, cemitérios e edifícios todos com um ar português.
Chorão é acessível por navio desde Ribandar, sendo principalmente conhecido pelo seu santuário de aves. Na pequena aldeia de Chorão, há inúmeras igrejas caiadas de branco e pitorescas casas portuguesas.

## Etimologia
Etimologicamente, o nome da ilha, "Choddnnem", é derivado da palavra sânscrita chuddamonnim. Chudda significa vestimenta para a cabeça e Monnim (Mani) significa alguma coisa usada na forma de um colar ou uma joia de formato cilíndrico. Foram os portugueses que a denominaram Chorão. Os nobres portugueses encontraram na ilha um local agradável para viver e daí o nome de ilha dos Fidalgos.

## História
A ilha de Chorão conserva vestígios de uma história milenar envolvendo brâmanes e colonizadores portugueses.

### Primeiros colonizadores
A primeira onda de migração indo-ariana para Goa aconteceu entre a era cristã (século IV-III a.C. ao século III-IV d.C.), sendo esta a linha do tempo geralmente aceita. Os descendentes dos pioneiros em algum estágio cresceram em 96 clãs. Noventa e seis em concani é Shennai, de onde vem o sobrenome Shenoy ou Shenvi (Sinai na era portuguesa). Dos 96 clãs do Sinai, 10 famílias instalam-se no Chorão. Os brâmanes sinais passariam a dominar a esfera sócio-econômica e religiosa da vida goesa.
Segundo o historiador José Gerson da Cunha, Chorão foi local de uma antiga tirtha (tanque sagrado) e era conhecido como "Mahakshetra" ou "Grande país ou lugar". Os brâmanes sinais eram muito respeitados, eram bonitos, bem comportados e habilidosos, e que com o passar do tempo eles se multiplicavam naturalmente.
Segundo o missionário jesuíta e escritor Luís Fróis, "estes brâmanes são muito educados e dotados de grande inteligência. São bons cavalheiros, justos e bem proporcionados. Possuem muitas qualidades que não se podem enumerar. As esposas destes brâmanes são um tipo de povo reservado, firmes em seus hábitos. São honestos, naturalmente modestos em sua disposição e devotados aos maridos, a quem bem servem. Não se casam novamente com a morte de seus maridos e não usam vestidos coloridos e desde a imposição da lei proibida sati ou queima de viúva raspam a cabeça, embora sejam jovens. Seus filhos são homens muito capazes, louros, gentis no comportamento e de bom senso”.
Chorão tinha os seus próprios costumes sociais étnicos nos tempos antigos. Em Goa, as devadasi (bailadeiras) eram chamadas de calavantes. De acordo com P. D. Xavier "o sistema de calavantes pode ter se originado das viúvas que fugiram e se abrigaram nos templos da aldeia para escapar de sati, a prática desumana de queimar a viúva na pira de seu marido". A tonsura de viúvas também foi abolida pelos portugueses como o sistema sati.

### Cristianização de Chorão
A ilha foi cristianizada pelos jesuítas, como fizeram as ilhas vizinhas de Divar e Salcete. Em 1510, esta área foi uma das primeiras a ser conquistada pelos portugueses e em 1552, a ilha de Chorão tinha uma população de pouco mais de três mil habitantes, trezentos dos quais eram cristãos e nessa altura foi construída uma pequena igreja. No final de 1559, mais de mil e duzentos haviam aceitado o batismo no total. No ano seguinte, em 1560, o primeiro bispo da ordem dos jesuítas, D. João Nunes Barreto, instalou-se em Chorão, que acabou por se tornar Noviciado.
O missionário jesuíta e escritor Luís Fróis na sua carta de 10 de Dezembro de 1560 afirma que “muitos destes brâmanes falam português e ficam felizes por aprender a doutrina da fé e da moral”. Com incrível brevidade, toda a ilha de Chorão se preparou para o batismo geral que foi marcado para 8 de agosto de 1560. O arcebispo e alguns padres visitaram primeiro a ilha de Chorão, seguidos pelo padre Melchior Carneiro e o provincial. Por ser o mês de agosto, época em que chove forte, os reparos na igreja foram concluídos às pressas. O vice-rei Dom Constantino de Bragança veio com um séquito e trouxeram seus músicos que tocavam uma variedade de instrumentos como trompetes, bateria e charamelas. O vice-rei Dom Constantino de Bragança também se destacou como padrinho dos homens importantes do lugar, tratando-os com amor e carinho. Isso por si só era mais do que suficiente para manter os neófitos felizes. O maior número possível foi batizado naquela noite. O padre José Ribeiro ficou e batizou os restantes. Ao todo, portanto, o número de convertidos chega a 1 207, sendo que a maior parte da população da ilha já havia sido batizada antes. Fróis diz que um boa parte dos que abraçaram o cristianismo em Chorão eram chaudarins. Eles também se tornaram melhores cristãos e, sendo mais caseiros, eram fáceis de serem convertidos. Eles se confessaram durante a quaresma, alguns confessaram seus pecados quinzenalmente, outros mensalmente e seis ou sete deles todos os domingos e receberam a Comunhão na Igreja de Nossa Senhora da Graça.
Algumas mulheres de Chorão, por ocasião do batismo, usavam muito ouro, a ponto de surpreender os missionários. Eles pertencem à casta de chardo. Em 1566, Chorão tinha 2 470 convertidos e poucos brâmanes prometeram se tornar católicos romanos posteriormente. Em 1582, havia três mil convertidos em Chorão e todos os seus habitantes eram católicos romanos e muitos vieram de fora para receber o batismo.

### Ilha dos Fidalgos
Um grande número de magníficos edifícios ergueram-se rodeados por um lindo jardim de flores e por vezes por falta de espaço unidos uns aos outros. Era aqui que residia a maior parte da nobreza e dos ricos, passando uma vida de conforto e luxo. Foi por isso que a ilha de Chorão passou a ser conhecida como "ilha dos Fidalgos".
Diz a tradição que, quando esses fidalgos iam à missa, um lugar especial era reservado para proteger seus guarda-chuvas superfinos, feitos principalmente de damasco vermelho. Os fidalgos costumavam ser encontrados descansando perto do ponto da balsa no lado sudeste da ilha, esperando os pátios (barcos à vela) cruzarem para a Velha Goa ou Ribandar. Os fidalgos, assim como o povo, gostavam muito de mastigar os salgadinhos disponíveis na época e bebiam chá quente nos barracos. Eles apreciaram o merem (lanche) recém-cozinhado e tomaram um gole de chá quente naquele local.

### Queijo de Chorão
Chorão já foi famosa pelo seu queijo. Gado de qualquer tipo e espécie se reproduzia e prosperava bem na ilha e o leite era fornecido em abundância. O queijo da ilha de Chorão era produzido desde o século XVI. Ele foi muito querido e apreciado pela nobreza portuguesa de Goa. O queijo de Chorão costumava ser exportado até Macau. Devido à imigração de ilhéus, esta queijaria foi extinta no século XIX.

### Fortes de Chorão
Duas fortalezas bem equipadas guardaram a ilha de Chorão da incursão dos maratas. A Fortaleza de São Bartolomeu de Chorão foi construída em 1720 na parte nordeste da ilha de Chorão. Tinha um lindo castelo dentro de seus anexos. Entre outras coisas, tinha onze torres e servia para defesa do forte que circundava a ilha de Chorão e do Calvim. De acordo com José Nicolau da Fonseca, provavelmente foi erguido ao mesmo tempo que o Forte de Naroa. O Forte de São Bartolomeu foi abandonado em 1811 e agora está em ruínas.

### Instituições de ensino
Em 1559, os jesuítas fundaram no Chorão uma escola para as crianças da aldeia. Está registrado que o número deles chegou a 400. Leitura, escrita e doutrina cristã eram ensinadas nesta escola. Segundo a convicção do povo, a escola funcionava num edifício situado na parte ocidental da colina, construído como residência dos jesuítas pelo padre João Nunes Barreto, Patriarca da Etiópia. A língua concani, que foi de grande ajuda para o trabalho de conversão, provavelmente foi ensinada nesta escola. Era para os jesuítas.

#### Escola de latim
De acordo com um decreto emitido em 19 de abril de 1871 após resolução da Comunidade de Chorão em 6 de fevereiro de 1870, foi decidido instalar na ilha de Chorão, a expensas da Comunidade de Chorão, uma Escola de latim, o pagamento do professor que seria nomeado pelo Governo do Estado.

#### Escola de inglês
Em 1944, o padre Elias Gama queria construir uma nova Escola de Inglês na ilha de Chorão, mas não o pôde fazer porque havia uma fundada por Januário Pereira de Boctavaddo, a Escola Secundária São Bartolomeu, embora não estivesse a funcionar. Foi o mérito do padre Elias Gama para reiniciá-lo. Em 6 de novembro de 1952, foi inaugurado o novo edifício da Escola por D. José da Costa Nunes. O meio é o inglês e a escola se prepara para o exame SSC (Secondary School Certificate; exame final do ensino secundário).

## Galeria

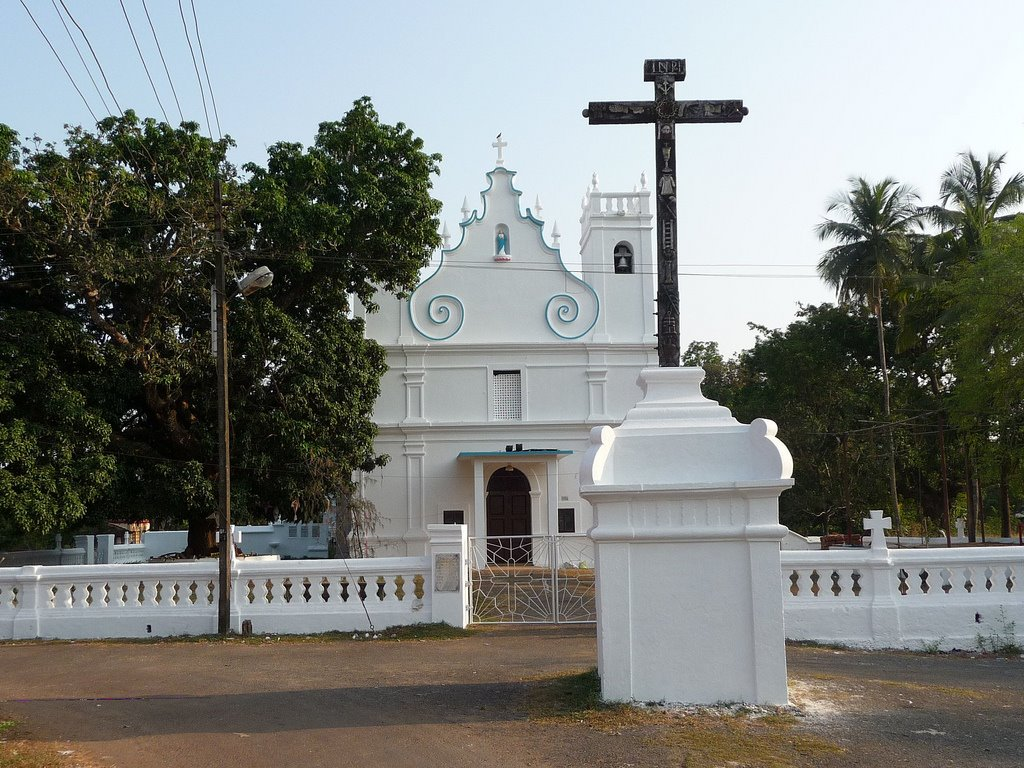
Igreja de Nossa Senhora de Graça
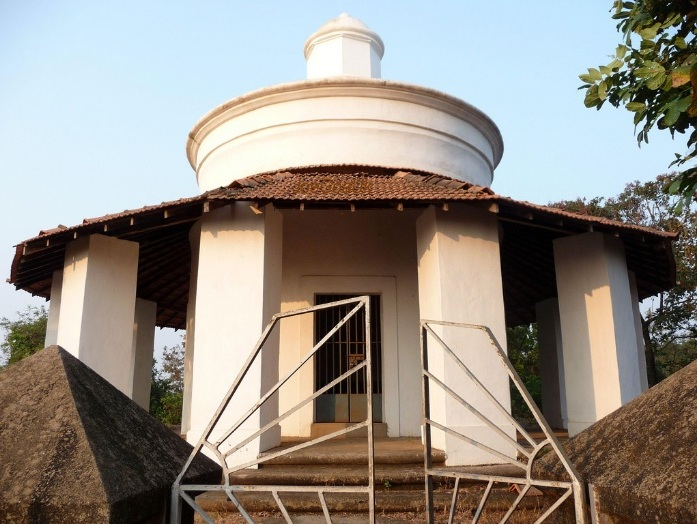
Capela de São Jerônimo, a única parte restante do Seminário de Chorão
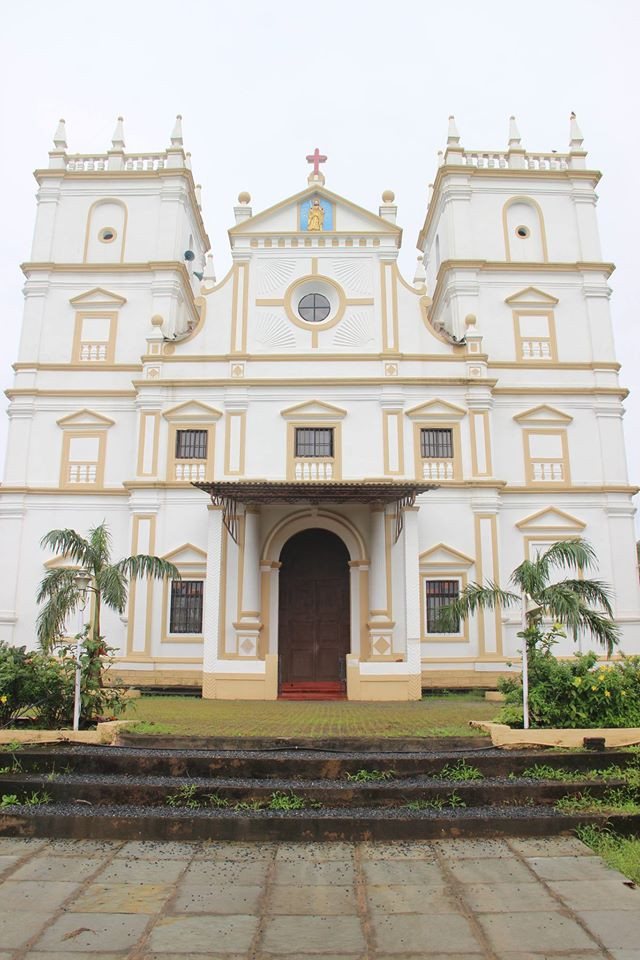
Igreja de São Bartolomeu
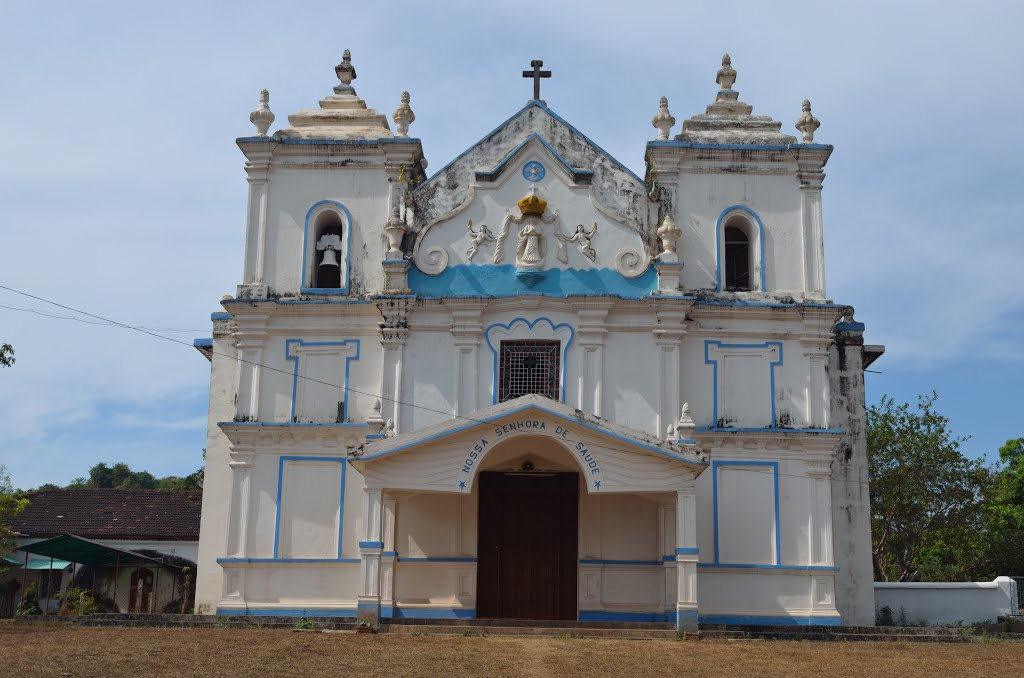
Capela de Nossa Senhora da Saúde
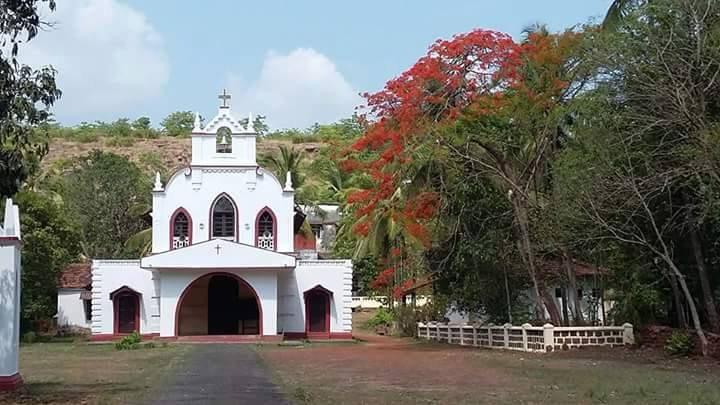
Capela da Sacra Família
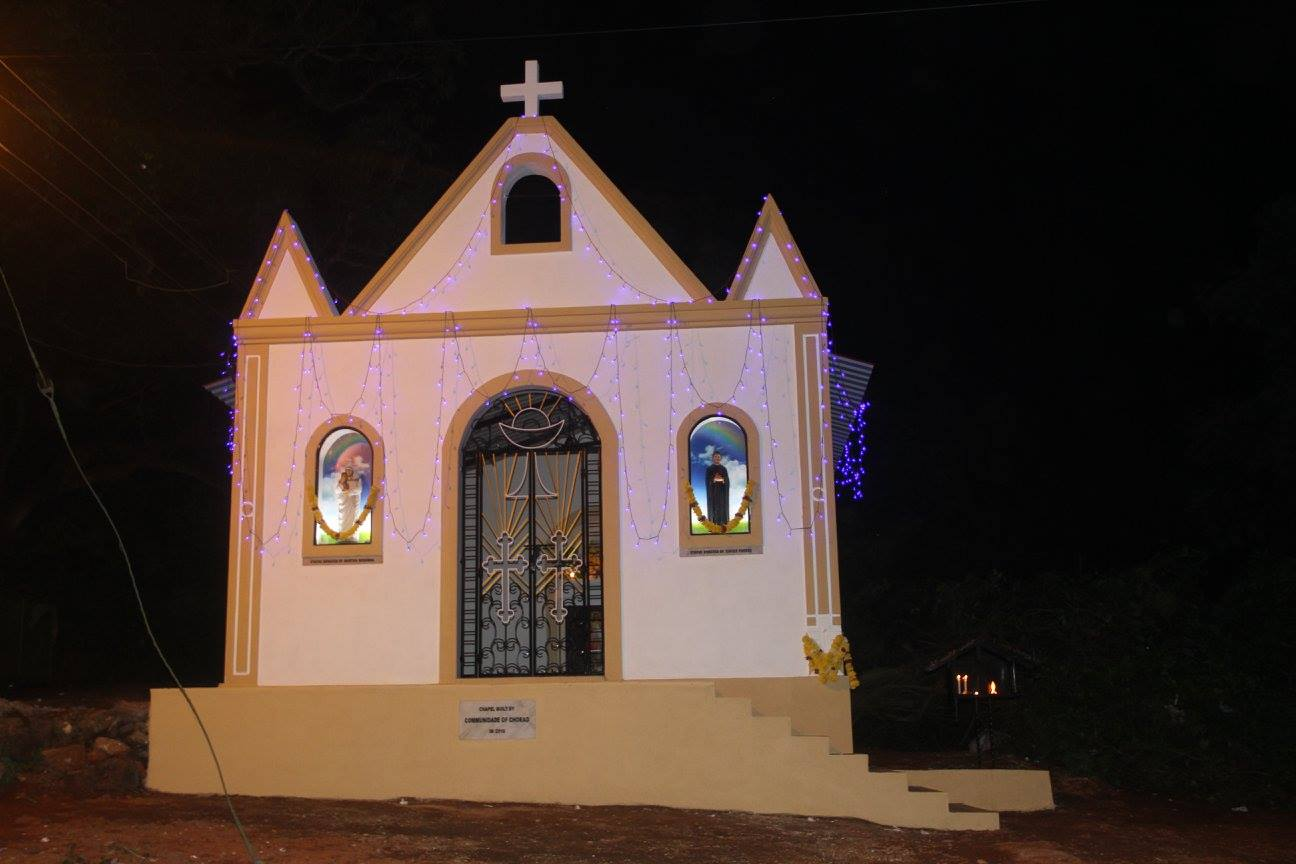
Primeira Capela de Goa dedicada a Santa Teresa de Calcutá
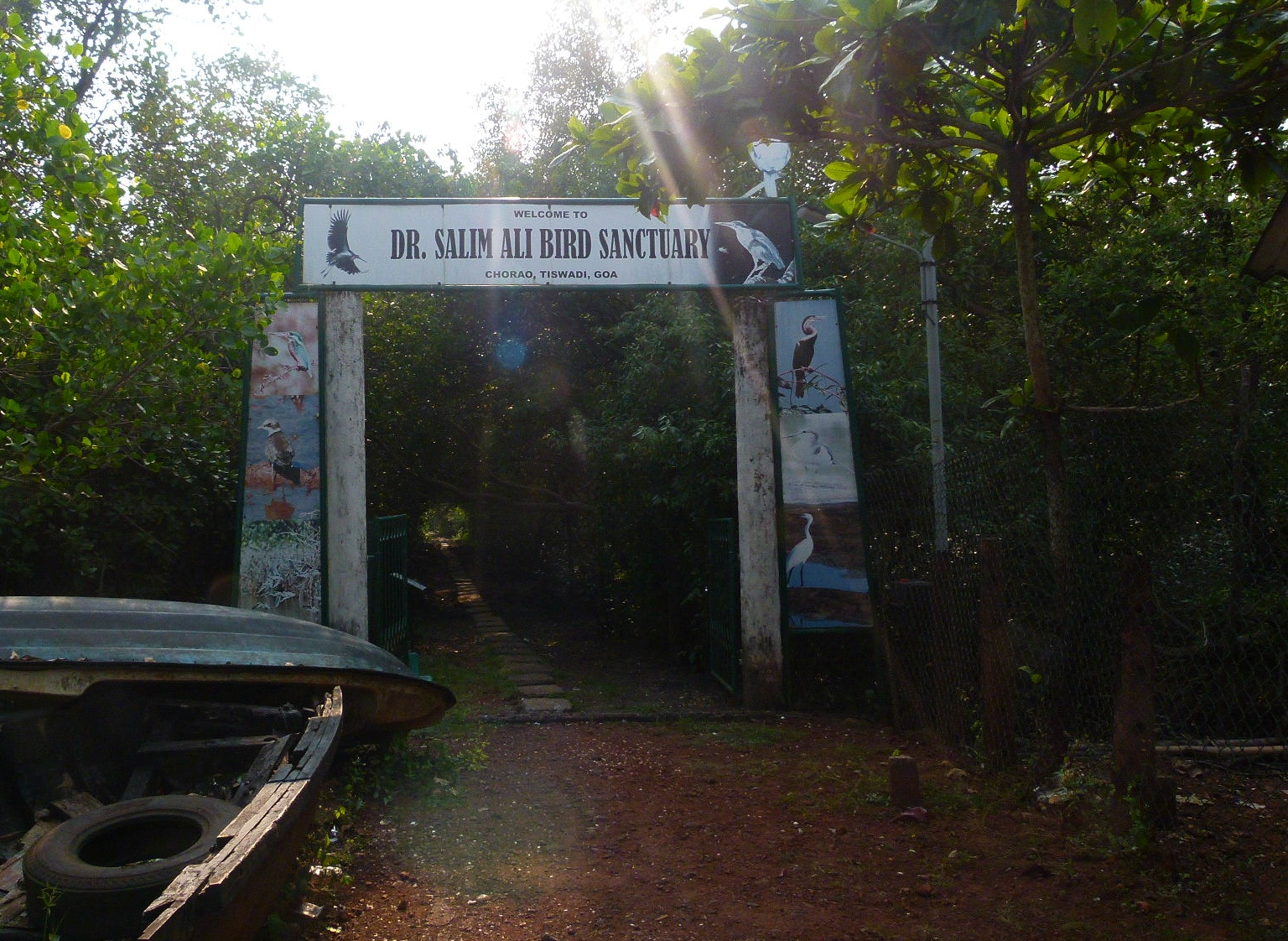
Santuário de Salim Ali